# Laney Amplification
Laney Amplification es una marca británica de amplificadores y cajas acústicas para guitarras y bajos.

## Historia
Lyndon Laney oficialmente comenzó su carrera el 1 de septiembre de 1967. 

## Usuarios Famosos
Los usuarios de productos de Laney Amplification son Steve Vai, Paul Gilbert, Steve Rothery de Marillion, Opeth, Dimebag Darrell, DragonForce, Mattias Eklundh de Freak Kitchen, Robert Plant, Randy Rhoads, George Lynch, Ace Frehley, Felipe Szarruk, Mastodon, Migé Amour y Mikko Lindström de H.I.M Liz Buckingham (13/Sourvien/ Electric Wizard), The Sword y Andy Timmons. La ya desaparecida banda de stoner rock Sleep eran también muy conocidos por su utilización, el videoclip "Dragonaut" empieza con una imagen de un amplificador Laney. Matt Pike (antiguo miembro de Sleep) y Jeff Matz de High On Fire utilizan amplificadores Laney. Scott Lucas de la banda de rock alternativo Local H utiliza una variedad de amplificadores Laney además de aparecer en anuncios para la línea Hardcore. En los anuncios durante los años 1990 también aparecía Joe Satriani.
La popularidad de Laney continúa creciendo con una gama en expansión continua de artistas añadidos a la lista (como Still Existing); hasta el momento, Tony Iommi es el único promotor con un modelo propio.